# 음력 7월 14일
음력 7월 14일은 음력 7월의 14번째 날이다.

## 문화
- 2001년 - 울산방송 라디오 Ubc Green FM 개국.

## 탄생
- 1908년 - 대한민국의 시인 유치환.
- 1913년 - 대한민국의 기업인, 정치인 김성곤.
- 1979년 - 대한민국의 배우 류수영.

## 사망
- 998년 - 고려 초의 문신, 군인, 외교관 서희

## 같이 보기
- 음력 360일: 1월 2월 3월 4월 5월 6월 7월 8월 9월 10월 11월 12월
- 전날:7월 13일 다음날:7월 15일 - 전달:6월 14일 다음달:8월 14일
- 양력:7월 14일
- 음력, 윤달